# Scutiger jiulongensis
Espèce
Statut de conservation UICN

 EN  : En danger
Scutiger jiulongensis est une espèce d'amphibiens de la famille des Megophryidae.

## Répartition
Cette espèce est endémique du Sud du Sichuan en République populaire de Chine. Elle se rencontre entre 3 120 et 3 750 m d'altitude dans le xian de Jiulong,.

## Étymologie
Son nom d'espèce, composé de jiulong et du suffixe latin -ensis, « qui vit dans, qui habite », lui a été donné en référence au lieu de sa découverte, le xian de Jiulong.

## Publication originale
- Fei, Ye, Jiang & Chen, 1999 : Description of A New Scutiger From mt. Gongga in Sichuan Province of China. Zoological Research, vol. 20, no 3, p. 172-177.